# Nicole Perrier
Pour les articles homonymes, voir Perrier.
Nicole Perrier est une chanteuse et choriste québécoise née en 1941.

## Biographie
Nicole Perrier débute vers 1962 en participant comme interprète à de nombreuses émissions de télévision. Elle chante alors principalement les auteurs-compositeurs québécois jusqu'à ce qu'elle fasse la connaissance, en 1965, du pianiste André Gagnon et de l'auteur-compositeur-interprète Claude Léveillée, avec qui elle s'associe pour participer vocalement à leur fameux album Léveillée-Gagnon. Elle est responsable des harmonies vocales de la pièce Baie des sables, premier titre du disque.
L'année suivante, en 1966, Nicole Perrier publie chez Columbia un album éponyme réalisé par André Gagnon dans lequel elle chante Jacques Brel (Une île), Maurice Fanon (L'écharpe), Nicole Louvier (Chanson pour t'apprivoiser) et Jean Ferrat (Nous dormirons ensemble), ainsi que les québécois Claude Gauthier (Je t'aime) et Jean Fortier (J'ai tant rêvé) et, bien entendu, ses amis André Gagnon (Mirages, Et c'est jamais fini) et Claude Léveillée (Pour toi et Le Vaisseau d'or, ce dernier titre étant un poème d'Émile Nelligan mis en musique par Léveillée).
Par la suite, Nicole Perrier chante pour des trames sonores de téléromans, notamment la série Le monde de Marcel Dubé, puis endisque en trio avec Léveillée et Gagnon l'album Une voix, deux pianos en 1967. Le disque se signale par les pièces Un retard, Une grève et Une nuit dans lesquelles on distingue très bien la voix chaude et puissante de Nicole Perrier. Elle récidive en 1969 avec l'album Une nuit, un moment (et le titre Un regard), puis disparaît discrètement de l'industrie avec l'arrivée des années 1970.

## Discographie

### Albums
- 1965 : Léveillée-Gagnon (Disques Columbia - FS-631)
- 1966 : Nicole Perrier (Disques Columbia - FL-340)
- 1967 : Une voix, deux pianos (Disques Columbia - FS-662)
- 1969 : Une nuit, un moment (Disques Columbia - GFS-90128)
- 1970 : Collection : Poésie et chanson (Disques Harmonie - HFS-9049)

### Simples
- 1966 : L'écharpe / Une île (Disques Columbia - C-46897)

## Participations à d'autres albums
- 1999 : La grande époque des Boîtes à chansons - La Collection Émergence (Sony Musique - C2K-80423)